# Живан Ђурђевић
Живан Ђурђевић (Балиновић, код Ваљева, 1891 — Дебело Брдо , 25. мај 1943) био је земљорадник, учесник Народноослободилачке борбе и народни херој Југославије.

## Биографија
Рођен 1891. у селу Балиновић код Ваљева, у сиромашној сеоској породици.
Од ране младости суочава се са несавладивим тешкоћама око издржавања породице. Био је симпатизер Комунистичке партије Југославије. Од почетка устанка је помагао Народноослободилачки покрет.
Устанак у јулу 1941. године Живан је дочекао у свом родном селу. Од првог дана даје свој допринос оружаној борби. У време дејства немачких казнених експедиција у октобру 1941. године нашао је, у шуми близу родног села, тројицу тешко рањених партизана. Донео их је ноћу својој кући, лечио и неговао. Кад су оздравили, отпремио их је поново у партизане.
У пролеће 1942. године повезао се са Окружним комитетом КПЈ за Ваљево. Од тада па до погибије његова кућа била је сигурно седиште Окружног комитета. Све везе окружног комитета са Месним комитетом КПЈ у Ваљеву ишле су преко њега. Он је одлазио у срезове, али и из срезова прихватао курире. У лето 1942. године примљен је за члана КП Југославије.
Живан Ђурђевић је био главна веза између Окружног комитета партије и партијских организација и партизанских јединица ваљевског округа.
Ујутро 25. маја 1943. године око 200 четника Николе Калабића опколили су Живанову кућу. На месту су убили Милана Китановића, члана Окружног комитета КПЈ, а Живана, његова два старија сина (старијег Радомира и тринаестогодишњег Марка) и четрнаестогодишњу кћерку Цвету везали и после тешког батинања затворили у један млекар. Живан, а по његовом примеру и остали, нису ништа признали, а за Китановића су говорили да је то неки човек из Азбуковице, који је ту случајно заноћио.
Приликом спровођења у четнички штаб, Радомир је успео да се одвеже, али су га, при покушају бекства, четници ранили у кичму и, рањеног, пред очима Живана, зверски тукли и мучили док није издахнуо не рекавши ни речи. Иако је гледао како су му тукли, мучили и убили сина, Живан је стално говорио: „не знам, не знам…“.
Одвели су га на Дебело Брдо и овде покушали последњи пут да изнуде признање и сазнају за кретање партизана и илегалних партијских радника. Тукли су га, мучили и када им ништа није рекао, наложили су ватру и пекли му ноге на жару. И то је било узалудно, Живан ништа није рекао. Онда су распалили ватру, одсекли буков ражањ свукли га и свезали ланцем за ражањ. Окретали га поред ватре и надносили над пламен. Живан ништа није проговорио. Пекли су га све дотле док није изгубио свест и издахнуо. Херојски је завршио живот у најужаснијим мукама.
Указом председника ФНРЈ Јосипа Броза Тита 27. новембра 1953. проглашен је за народног хероја.

## Фото-галерија
- Биста на Дебелом брду (Јабланик) рад вајарке Виде Јоцић
- Спомен-биста у Парку Виде Јоцић у Ваљеву
- Спомен-плоча на спомен-гробљу на Крушику